# ملعب إيون أوبليمنكو
ملعب إيون أوبليمنكو (بالرومانية: Stadionul Ion Oblemenco) هو ملعب كرة قدم في مدينة كرايوفا برومانيا. افتتح الملعب في عام 2017، وتبلغ طاقته الاستيعابيَّة 30,983 مقعدًا وهو ما يجعله رابع أكبر ملعب كرة القدم في البلاد. يقع ملعب إيون أوبليمنكو بجوار صالة كرايوفا متعددة الاستعمالات. يحمل الملعب اسم إيون أوبليمنكو (1945-1996) وهو لاعب ومدرب كرة قدم روماني من نادي يونيفيرسيتاتيا كرايوفا.
احتل الملعب المرتبة الرابعة عالميًا بين الملاعب التي افتتحت خلال عام 2017 متجاوزًا بذلك التوقعات، ومحتلًا مرتبة أعلى من واندا ميتروبوليتانو وغازبروم إرينا. اختارت لجنة التحكيم ملعب إيون أوبليمنكو كمرشح نهائي للقب «ملعب العام» من بين 27 ملعب آخر في 26 فبراير عام 2018. اتفق المهندسون المعماريون عمومًا على أن النتيجة كانت مرضية وهو ما دلل على تحقيق المنشآة لنتائج استثمار جيدة.